# 기타아이즈촌
기타아이즈촌(北会津村)은 미야기현 기타아이즈군에 있던 촌이다. 2004년 11월 1일에 아이즈와카마쓰시에 편입해, 구 촌역의 주소 표기는 "아이즈와카마쓰시 기타아이즈초○○"가 되었다. 이는 후쿠시마현 내에서 21세기, 헤이세이 최초의 기초자치단체 합병이 되었다. 
당시 군내 유일의 정촌이었기 때문에 동시에 기타아이즈군이 소멸했다.

## 개요
아이즈 분지 안에 존재하며, 정역의 동쪽은 아가가와강, 정역의 서쪽은 미야가와강이 흐르고 있다.
반에쓰 자동차도가 통과하지만, 정역에 나들목은 없다. 또, 국도 제401호, 후쿠시마현도 제59호 아이즈와카마쓰 미시마선, 후쿠시마현도 제72호 아이즈자카시타 아이즈혼고선등이 경유하고 있다. 또한, 동일본 여객철도 다다미선이 경유하고 있으며, 정역의 남단에 아이즈혼고역이 있다.

## 역사
- 1889년 4월 1일 - 정촌제 시행에 의해 기타아이즈군 아라이촌 다테노우치촌 가와나미촌이 성립하였다.
- 1953년 4월 1일 - 아라이촌, 다테노우치촌과 합병해 아라타테촌이 신설하였다.
- 1956년 5월 1일 - 아라타테촌, 가와나미촌과 합병해 기타아이즈촌이 성립하였다.

## 제사·최사
- 고마츠 피안 사자 - 3월 18~24일 개최
- 스노우 배틀 in 키타아이즈 - 2월 중순 개최
- 반딧불축제 - 6월 하순~7월 초순 개최

## 교통

### 철도
- 동일본 여객철도
  - 다다미선